# Мезе-ле-Дюк
Мезе́-ле-Дюк (фр. Maisey-le-Duc) — коммуна во Франции, находится в регионе Бургундия. Департамент коммуны — Кот-д’Ор. Входит в состав кантона Шатийон-сюр-Сен. Округ коммуны — Монбар.
Код INSEE коммуны — 21372.

## Население
Население коммуны на 2010 год составляло 104 человека.
| 1962 | 1968 | 1975 | 1982 | 1990 | 1999 | 2010 |
| ---- | ---- | ---- | ---- | ---- | ---- | ---- |
| 147  | 137  | 105  | 91   | 91   | 91   | 104  |

## Экономика
В 2010 году среди 73 человек трудоспособного возраста (15—64 лет) 57 были экономически активными, 16 — неактивными (показатель активности — 78,1 %, в 1999 году было 75,9 %). Из 57 активных жителей работали 55 человек (32 мужчины и 23 женщины), безработных было 2 (0 мужчин и 2 женщины). Среди 16 неактивных 8 человек были учениками или студентами, 5 — пенсионерами, 3 были неактивными по другим причинам.